# 히가시후치에촌
히가시후치에촌(東渕江村)은 1889년 5월 1일부터 1932년 10월 1일가지 도쿄부 미나미아다치군에 설치되었던 촌이다. 현재의 아다치구에 해당한다.

## 지리
도쿄부 미나미아다치군 남동부에 위치해 있었다.

## 역사
- 1889년 5월 1일 - 시정촌제 시행에 의해 6촌이 합병해 히가시후치에촌이 성립하였다.
- 1932년 10월 1일 - 3정 6촌과 함께 도쿄시에 편입해 아다치구가 되었다.

## 참고문헌
- 「佐野新田」『新編武蔵風土記稿』 巻ノ137足立郡ノ3、内務省地理局、1884年6月。NDLJP:763997/58